# Azophosphonate

Azophosphonat

Azophosphonate (auch: Arylazophosphonate) sind Azoverbindungen, die aus einem aromatischen Teil (Aromaten) und einem Phosphonat-Teil (Phosphonate) aufgebaut und kovalent über eine Azogruppe verbunden sind.
In der Literatur alternativ benutzte Bezeichnungen sind Azophosphonsäureester und Arylazophosphorsäureester. Diese Verbindungsklasse wurde von F. Suckfüll und H. Haubrich erst im Jahre 1958 entdeckt, also genau ein Jahrhundert nach der ersten Synthese eines Diazoniumsalzes durch Johann Peter Grieß.

## Synthese
Azophosphonate können durch N-P-Azokupplung eines aromatischen Diazoniumsalzes mit einem Dialkylphosphit in Anwesenheit von Hilfsbasen hergestellt werden. Weitgehend unabhängig vom aromatischen Rest ist die Synthese mit Ausbeuten von über 80 % durchführbar.

## Eigenschaften

### Spektroskopische Daten
Azophosphonate setzen sich als aromatische Azoverbindungen aus einer chromophoren und auxochromen Gruppe zusammen.
Azophosphonate sind intensiv gefärbte Verbindungen. In Substanz oder konzentrierter Lösung besitzen sie eine rote Eigenfarbe, die bei steigender Verdünnung zunehmend in Gelb übergeht.

### Stabilität und Reaktivität
Azophosphonate werden in der Literatur als relativ stabile Verbindungen beschrieben. Bei Temperaturen über 150 °C konnte die Thermolyse in Substanz unter Bildung gasförmiger Produkte beobachtet werden.